# Dactylia repens
Dactylia repens är en svampdjursart som först beskrevs av Carter 1886.  Dactylia repens ingår i släktet Dactylia och familjen Callyspongiidae. Inga underarter finns listade i Catalogue of Life.